# Starbeck
Starbeck ist ein Wohnplatz im Ortsteil Schwarzholz der Gemeinde Hohenberg-Krusemark im Landkreis Stendal, Sachsen-Anhalt.

## Geografie
Die Siedlung Starbeck liegt etwa 1½ Kilometer nordwestlich von Schwarzholz und etwa 2,5 Kilometer östlich von Hindenburg am Seegraben Iden in der Altmark.

## Geschichte
Die Siedlung ist auf alten Messtischblättern nicht beschriftet, aber vorhanden. Auf dem Messtischblatt für Goldbeck von 1994 ist die Siedlung als Starbeck verzeichnet.
In der gedruckten Serie „Verzeichnis Gemeinden und Gemeindeteile Sachsen-Anhalt“ wird der Ort zuerst im Jahre 2008 genannt.